# Solvatare

Ilustrație a procesului de solvatare a ionilor de sodiu de către moleculele de apă.

Solvatarea este procesul de interacție a moleculelor de solvent cu cele de solut. Solvatarea este un proces distinct de dizolvare.
Numărul de solvatare se poate determina din măsurarea compresibilității amestecului și raportarea la cea solventului pur.